# Dealul Cireșoaia

Hartă a zonei, din 1917

Dealul Cireșoaia (765,5 m altitudine maximă) este o structură anticlinală care face parte din Munții Nemira.  Lupta dusă în Primul Război Mondial în anul 1917 pentru stăpânirea acestei înălțimi (lupta de la Cireșoaia) a reprezentat unul dintre momentele cheie ale celei de-a treia Bătălii de la Oituz.
Obiective locale de interes
- Monumentului eroilor Regimentului 27 Infanterie Bacău.[2]
- Monumentului Vânătorilor de munte[3] situat în incinta schitului Cireșoaia.[4]
- Crucea eroilor Regimentului 15 Infanterie, situată pe partea dreaptă a drumului de legătură dintre localitățile Târgu Ocna și stațiunea Slănic-Moldova.[5]
- Schitul Cireșoaia